# Cetopsis jurubidae
Cetopsis jurubidae är en fiskart som först beskrevs av Fowler, 1944.  Cetopsis jurubidae ingår i släktet Cetopsis och familjen Cetopsidae. Inga underarter finns listade i Catalogue of Life.